# Acton Burnell
Acton Burnell är en ort och civil parish i Storbritannien. Den ligger i grevskapet Shropshire i riksdelen England, i den södra delen av landet. Kring Acton Burnell förekommer främst jordbruksmark.